# Osvobodilna teologija
Osvobodilna teologija ali teologija osvoboditve (špansko teología de la liberación; angleško liberation theology; nemško Befreiungstheologie; Theologie der Befreiung; madžarsko felszabadítási teológia; felszabadítás teológiája) – je krščansko gibanje, ki se je uveljavljalo z delovanjem znotraj revne družbe in s poudarjanjem osvobajanja revnih, obrobnih in zatiranih; obenem kritično presoja družbene, ideološke in politične neenakosti. Izraz izvira od latinskoameriških katoliških teologov v šestdesetih letih prejšnjega stoletja in se uporablja za opis podobnih pristopov tudi v drugih delih sveta. Večkrat se ukvarja z družbeno-gospodarskimi analizami in poudarjanjem družbene skrbi za tiste, ki so porinjeni na obrobje zaradi svojega družbenega razreda, rase, narodnostne ali verske pripadnosti, spola, nasilja ali varstva okolja.

## Zgodovina
O osvobodilni teologiji so začeli razpravljati na latinskoameriškem območju zlasti v katolištvu šestdesetih let prejšnjega stoletja po drugem vatikanskem koncilu. Udejanjali so jo teologi kot so Frei Betto, Gustavo Gutiérrez, Leonardo Boff ter jezuita Juan Luis Segundo in Jon Sobrino, ki sta postala znana po reklu: "Prednostna možnost za revne".
| The option for the poor | Možnost za reveže |
| --- | --- |
| The option for the poor is simply the idea that, as reflected in canon law, "The Christian faithful are also obliged to promote social justice and, mindful of the precept of the Lord, to assist the poor." It indicates an obligation, on the part of those who would call themselves Christian, first and foremost to care for the poor and vulnerable. | Možnost za reveže je preprosto zamisel, da so, kot se odraža v cerkvenem pravu, »krščanski verniki dolžni tudi spodbujati družbeno pravičnost in, zavedajoč se Gospodove zapovedi, pomagati revnim«. To kaže na obveznost tistih, ki se imenujejo kristjani, da najprej in predvsem skrbijo za revne in ranljive. |

Njene korenine segajo do predhodnikov, kot je Katoliška akcija Pija XI., kakor tudi do Drugega vatikanskega koncila, ki je pod vodstvom Janeza XXIII. in Pavla VI. navdihoval nove pristope k reševanju splošne revščine in neenakosti zlasti v Latinski Ameriki. Čeprav se njen teološki okvir osredotoča na razlago evangelija iz zornega kota zatiranih, je osvobodilna teologija črpala tudi iz širših socialističnih in proti-imperialističnih gibanj.
Latinska Amerika je proizvedla tudi protestantske zagovornike osvobodilne teologije, kot so Rubem Alves, José Bonino in René Padilla, ki so v sedemdesetih letih prejšnjega stoletja pozivali k celostnemu poslanstvu s poudarkom na evangelizaciji in družbeni odgovornosti.
Teoretične osnove gibanja so močno črpale iz marksistične družbene opredelitve, zlasti iz kritike stanovske neenakosti in razrednega zatiranja. Čeprav osvobodilna teologija marksizma ni sprejela v celoti, je raba njegovih načel, kot sta razredni boj in kritika globalnega kapitalizma sprožila burne razprave znotraj Cerkve. Papež Janez Pavel II. in Kongregacija za verski nauk, ki jo je vodil kardinal Joseph Ratzinger, sta gibanje kritizirala zaradi pretiranega mešanja v politiko in povezovanja s komunistično brezbožno ideologijo.

## Ključne izhodiščne točke
1. Postavitev v zgodovinski okvir - njen Sitz im Leben. Osvobodilna teologija se pojavlja v šestdesetih letih 20. stoletja kot odgovor na revščino in družbeno neenakost ter nepravičnost v Latinski Ameriki. Ustanovitelj tega gibanja, perujski dominikanec Gustavo Gutiérrez, je v svoji knjigi iz leta 1971 predstavil temeljne zamisli; tam meni, da mora vera služiti revnim in zatiranim ter da je treba preučiti medsebojne odnose med revščino in vero.
2. Osvoboditev: Osvobodilna teologija se osredotoča na osvoboditev od gmotnega, družbenega in političnega zatiranja. Temelji na prepričanju, da Bog glede na evangeljsko sporočilo varuje in govori revnim v prid.
3. Družbena ocena: Osvobodilni teologi preučujejo in ocenjujejo družbene razmere, da bi razumeli in razrešili neenakosti, ki jih povzročajo politične in gospodarske ustanove.
4. Praktična teologija: Gutiérrez in drugi tovrstni teologi trdijo, da je teologija v primerjavi s prakso drugotnega pomena; to pomeni, da mora teologija izhajati iz konkretnih izkušenj revnih in zatiranih ter biti v njihovi službi.
5. Kritike in sporne točke: Osvobodilna teologija je bila deležna kritik zlasti zaradi domnevne povezave z marksizmom. V 80. letih je bila obtožena, da se oddaljuje od tradicionalnega krščanskega nauka. Kljub temu pa so nekateri, vključno s papežem Frančiškom – čigar stališče pa se je spreminjalo; očitajo mu namreč sodelovanje z oblastjo, popoln molk in celo pregon sobratov, ki so delali ravno med najrevnejšimi v barakarskih naseljih za časa strahovlade vojaške hunte, ki je "izginila" okrog 30.000 največ mladih ljudi – priznavali tudi pozitivne vidike osvobodilne teologije in njen prispevek k družbeni pravičnosti. V podobnih okoliščinah je na primer čilski kardinal salezijanec Silva odločno povzdignil glas zoper kratenje človeških pravic in s tem mnoge rešil mučenja in izgube življenja.[10]
6. Sklep: Osvobodilna teologija ostaja pomemben krščanski tok, ki se ukvarja z vprašanji pravičnosti in socialne odgovornosti v povezavi z vero. Njena osredotočenost na revne in zatirane ter kritična analiza družbenih ustanov sta ključni prvini, ki še naprej vplivata na teološke in družbene razprave v Latinski Ameriki in drugod po svetu.

### Cerkvene smernice
Vodstvo Katoliške Cerkve je v zvezi z osvobodilno teologijo večkrat podajalo smernice za njen razvoj in usmeritev, kakor tudi zaskrbljenost, da bi prišlo to gibanje preveč pod vpliv marksizma, ki ostaja zgolj pri zemeljski osvoboditvi delavcev in drugih revnih slojev iz krivičnih odnosov in razmer - tudi in predvsem z nasiljem; krščanska osvoboditev namreč sega dalje in gre pri njej ne le za izboljšanje ali odpravo krivičnih, tj. grešnih družbenih razmer, ampak predvsem za zveličanje in odrešenje od osebnega greha, kar pa je prinesel Jezus Kristus in nadaljuje po svoji Cerkvi. V zvezi s tem je objavila tozadevno listino "Libertatis nuntius" - ki je bolj znana pod angleškim naslovom "Instruction on certain aspects of the 'theology of liberation'"  - Kongregacija za verski nauk pod predsedovanjem kardinala Josepha Ratzingerja in z odobritvijo papeža Janeza Pavla Velikega leta 1984.
Navodilo »Libertatis Nuntius« o nekaterih vidikih osvobodilne teologije je potrebovalo določene razlage in dopolnila; s tem namenom je ista Kongregacija objavila 1986 listino „Libertatis conscientia“, - bolj znano pod angleškim naslovom "Instruction on Christian freedom and liberation" in podnaslovom "The truth makes us free" . V njej so poudarjene glavne prvine krščanskega nauka o svobodi in osvoboditvi in se na prvo neločljivo navezuje.
Glede svobode in osvoboditve pa se je cerkveno učiteljstvo izrazilo že večkrat.
O tem govori tudi:
1. Drugi vatikanski koncil v pastoralni konstituciji o Cerkvi v sedanjem svetu „Gaudium et Spes“ (CS) in in v Izjavi o verski svobodi „Dignitatis Humanae“ (VS), kakor tudi papeži v svojih okrožnicah in drugih listinah:
2. Papež Janez XXIII.: „Mater et Magistra“ (15. maj 1961) ter „Pacem in Terris“ (11. april 1963).
3. Papež Pavel VI.: „Populorum Progressio“ (26. marec 1967);  apostolsko pismo „Octogesima Adveniens“ (4. maj 1971); apostolska spodbuda „Evangelii Nuntiandi“ (8. december 1975).
4. Papež Janez Pavel II. : „Redemptor Hominis“ (4. marec 1979) in „Laborem Exercens“ (14. september 1981); apostolska spodbuda „Reconciliatio et Paenitentia“ (2. december 1984). Papež Janez Pavel II. je to temo obravnaval v svojem otvoritvenem nagovoru na tretji splošni latinskoameriški škofovski konferenci v Puebli 1979 [15] K njej se je vrnil še ob številnih drugih priložnostih.
5. Škofovske sinode: Temo so obravnavali tudi na škofovski sinodi leta 1971 in 1974.
6. Z njo so se rade ukvarjale tudi Latinskoameriške škofovske konference. Pritegnila je pozornost med drugimi tudi francoske škofovske konference, ki je izdala sklepe pod naslovom: „Libération des hommes et salut en Jésus-Christ“ (1975). [16][17]